# Paraphiloscia gracilis
Paraphiloscia gracilis là một loài chân đều trong họ Philosciidae. Loài này được Budde-Lund miêu tả khoa học năm 1879.